# Хафизовка
Хафизовка — деревня в Мамадышском районе Татарстана. Входит в состав Нижнеошминского сельского поселения.

## География
Находится в центральной части Татарстана на расстоянии приблизительно 9 км на запад по прямой от районного центра города Мамадыш у речки Ошма.

## История
Основана с 1930-х годах.

## Население
Постоянных жителей было: в 1938—259, в 1949—176, в 1958—157, в 1970—159, в 1979—133, в 1989—125, в 2002 году 96 (татары 100 %), в 2010 году 77.